# Karangjaya (Pedes)
Karangjaya is een bestuurslaag in het regentschap Karawang van de provincie West-Java, Indonesië. Karangjaya telt 7650 inwoners (volkstelling 2010).